# Иодид галлия(II)
Иодид галлия(II) — неорганическое соединение, 
соль галлия и иодистоводородной кислоты с формулой GaI2,
светло-зелёные кристаллы.

## Получение
- Реакция галлия и иода в вакууме:

{\displaystyle {\mathsf {Ga+I_{2}\ {\xrightarrow {350^{o}C}}\ GaI_{2}}}}
- Реакция галлия и иодида ртути:

{\displaystyle {\mathsf {Ga+HgI_{2}\ {\xrightarrow {220^{o}C}}\ GaI_{2}+Hg}}}

## Физические свойства
Иодид галлия(II) образует светло-зелёные диамагнитные кристаллы. 
Реальная формула вещества Ga[GaI4]. 

## Химические свойства
- Диспропорционирует при нагревании:

{\displaystyle {\mathsf {2GaI_{2}\ {\xrightarrow {>250^{o}C}}\ GaI_{3}+GaI}}}